# 竹尾弌

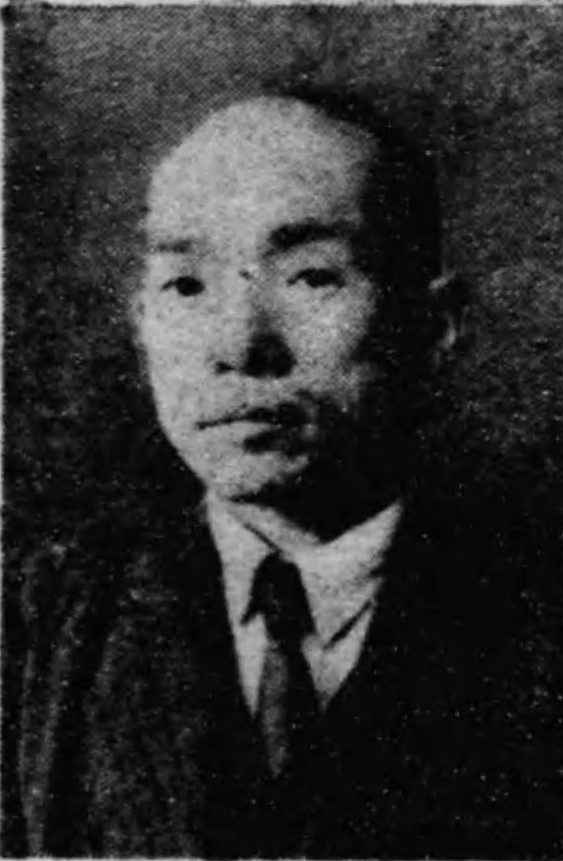
竹尾弌

竹尾 弌（たけお はじめ、1896年（明治29年）12月11日 - 1958年（昭和33年）2月8日）は、日本の著作家、政治家。衆議院議員。

## 経歴
千葉県下埴生郡八生村大竹（印旛郡八生村を経て現成田市）で生まれる。1918年、東京外国語学校露語科を卒業。朝鮮銀行浦塩支店に勤務。その後、報知新聞記者、東京毎夕新聞記者、国士舘高等拓殖学校講師、朝鮮林業協会附属北方産業研究所主事などを務め、著述家としても活動した。
1947年4月、第23回衆議院議員総選挙で千葉県第二区から出馬して当選。以後、27回総選挙まで連続5回当選した。この間、衆議院文部委員長、第3次鳩山一郎内閣の文部政務次官、自由党政調会文教部長、同文化部長、同憲法調査会副会長などを歴任した。

## 著作
- 『極東利権研究』未来社、1925年。
- 『何故の日独防共協定か? - 緊迫状態のソ独関係と皇国日本の立場』光東閣パンフレツト第4輯、光東閣、1936年。
- 『歴史的に見たソ聯の民族政策』皐月会、1940年。
- 『戦ふソ聯の現実』霞ケ関書房、1941年。
- 『歴史的に見たソ聯の経済』ソ聯研究懇話会、1941年。
- 『欧洲大戦はどうなるか』世界戦時態勢パンフレツト第2輯、日蘇通信社、1941年。
- 『日ソ中立条約と世界変局』世界戦時態勢パンフレツト第3輯、日蘇通信社、1941年。
- 『ソヴィエト統制経済論』上下巻、今日の問題社、1942-1943年。
- 『アジヤ周辺民族史』東洋民族史叢書5、今日の問題社、1943年。
- 『独ソ戦とソ聯』武蔵野書房、1943年。

編著
- 『露領沿海州と農業の将来殊に米作問題に就て』朝鮮銀行東京調査部、1923年。

訳書
- レーニン『組織問題に就いて』共生閣、1927年。
- レーニン『貧農に与ふ - 農民と労働者は如何にして結合す可きか』レーニン農業問題叢書:第1輯、マルクス書房、1928年。
- レーニン『農業綱領批判』上巻、レーニン農業問題叢書:第2輯、マルクス書房、1928年。
- プレハノフ『社会主義と政治闘争』マルスク主義選集5、共生閣、1928年。
- プレハノフ『我等の対立』改造文庫:第1部第74篇、改造社、1932年。
- パパーニン『北極探検記』聖紀書房、1942年。
- ヴェー・ペー・ポチョムキン監修『世界外交史』第一巻、第二巻、青年書房、1942年。
- 桂川甫周『北槎聞略 - 光太夫ロシヤ見聞記』武蔵野書房、1943年。

訳編
- レーニン著、ブハーリン編『レーニン学教科書』上下巻、共生閣、1928年。
- ヴェー・アー・オブルチェフ『シベリア資源研究』桜木書房、1943年。

監修
- 『プラーウダ イズウエスチア社説集』1輯 - 6輯、日露通報社、1933-1934年。